# Asthenidia
Asthenidia — род чешуекрылых из семейства павлиноглазок и подсемейства Oxyteninae.

## Систематика
В состав рода входят:
- Asthenidia podaliriaria (Westwood, 1841) — штат Рио-де-Жанейро (Бразилия)
- Asthenidia transversaria Druce, 1887 — Никарагуа, Коста-Рика, от Панамы до Колумбии